# Emil Villiger
Emil Villiger (ur. 1870 w Zug, zm. 17 marca 1931) – szwajcarski lekarz neurolog i neuroanatom. Był autorem szeregu prac na temat anatomii mózgowia, rdzenia kręgowego i nerwów obwodowych.

## Wybrane prace
- Gehirn und Ruckenmark Leitfaden fur das Studium der Morphologie und des Faserverlaufs. (1910)
- Die Erkennung des Schwachsinns beim Kinde: unter besonderer Berücksichtigung der Methodik der Intelligenzprüfung und speziell der Binet-Simon'schen Methode der Stufenleiter der Intelligenz. Verlag von Wilhelm Engelmann, 1913
- Die periphere Innervation; kurze übersichtliche Darstellung des Ursprungs, Verlaufs und der Ausbreitung der Hirn- und Rückenmarksnerven, mit besonderer Berücksichtigung wichtigster pathologisher Verhältnisse (1908)
- Brain and spinal cord; a manual for the study of the morphology and fibre-tracts of the central nervous system (1918)
- Gehirn und Rueckenmark. W. Engelmann, 1920